# ドリームボクシングジム
ドリームボクシングジムは、東京都北区に所在するプロボクシングのジムである。

## 沿革
2002年5月、東京・北区王子に開設された。
初代会長は元日本バンタム級王者の三浦利美（現役時代のリングネームはクラッシャー三浦）。三浦は1990年の現役引退後、国際ボクシングスポーツジムでトレーナーを務めていたが、2001年には指導するセレス小林がWBA世界スーパーフライ級王座を獲得し、第12回（2001年度）エディ・タウンゼント賞、2001年度年間優秀トレーナー賞を受賞した。セレス小林王座陥落後、2002年4月30日にトラッシュ中沼を日本フライ級王者に育て上げると国際ジムから独立した。
2002年5月25日のオープン記念パーティーには関係者ら約200人が参加、セレス小林が2Rのエキシビションスパーリングを行った。2004年からは5年連続で8選手が東日本新人王トーナメントの決勝戦に進出した。

### 実績
2004年11月3日
- 池田仙三、第61回東日本スーパーフライ級新人王獲得。

2005年11月1日・11月3日・12月18日
- 池田仙三、第19回KSD杯争奪B級トーナメントバンタム級優勝。
- 遠藤智也、第19回KSD杯争奪B級トーナメントライト級優勝。
- 武市晃輔、第62回東日本ミニマム級新人王獲得、技能賞受賞。
- 宮下優、第62回東日本・第52回全日本ライトフライ級新人王獲得、東日本で最優秀選手賞受賞。

2006年11月3日
- 田中教仁、第63回東日本ミニマム級新人王獲得。

2008年10月4日・11月2日・12月21日
- 三浦数馬、第33代日本スーパーバンタム級王座獲得。
- 藤原陽介、第65回東日本・第55回全日本スーパーフライ級新人王獲得。
- 尹文鉉、第65回東日本・第55回全日本スーパーライト級新人王獲得。

## 選手

### 主な現役選手
- 藤原陽介（スーパーバンタム級日本ランカー）
- 尹文鉉（ウェルター級日本ランカー）

### 引退した主な選手
- 三浦数馬（元日本スーパーバンタム級王者）
- 中嶋孝文（元スーパーバンタム級日本ランカー）
- 東上剛司（元フェザー級日本ランカー）